# Guerra rus'-bizantina de 860
A Guerra Rus'-Bizantina de 860 foi a única grande expedição militar do Grão-Canato de Rus registrada em fontes bizantinas e do Leste Europeu. Relatos variam quanto aos eventos que aconteceram, com discrepâncias entre fontes contemporâneas e posteriores, e o resultado final preciso é desconhecido. É sabido através das fontes bizantinas que os rus' pegaram Constantinopla impreparada, quando o império estava ocupado com as Guerras bizantino-árabes e incapaz de lidar com a ameaça dos rus'. 
Após pilharem os subúrbios da capital bizantina, os rus' se retiraram, apesar de a natureza deste recuo, e do desconhecimento sobre que lado da contenda terá saído vitorioso, ser sujeito a debate. Este evento gerou uma tradição posterior na Igreja Ortodoxa, que atribui o livramento de Constantinopla a uma intervenção milagrosa da Teótoco.